# Muhlbach-sur-Bruche

Muhlbach-sur-Bruche este o comună în departamentul Bas-Rhin, Franța. În 1 ianuarie 2022 avea o populație de 663 de locuitori.